# R/V Kronprins Haakon
R/V Kronprins Haakon är en norsk isbrytare och ett polarforskningsfartyg, som ägs av Norsk polarinstitutt, bemannas och sköts av Havforskningsinstituttet och används huvudsakligen av dessa institutioner och av Universitetet i Tromsø.
R/V Kronprins Haakon togs i tjänst 2018 och ersatte då Norsk polarinstitutts R/V Lance, som byggdes 1978.
Fartyget utvecklades av Rolls Royce Marine från år 1988. Fincantieri kontrakterades i december 2013 och R/V Kronprins Haakon byggdes av varvet Riva Trigoso-Muggiano i Genua i Italien. Fartyget sjösattes i mars 2017 och levererades i april 2018.
Kronprins Haakon är den största norska isbrytaren hittills, dock något kortare än Kystvaktens isbrytande patrullbåt Svalbard. 
Kronprins Haakon har dieselelektrisk framdrivning, bestående av två sexcylindriga Bergen B32:40L6 dieselmotorer på vardera 3.500 kW och två niocylindriga Bergen B32:40L9 medelhastighets dieselmotorer på 3.500 kW vardera som genererar kraft till två 5.5 MW-Rolls-Royce US ARC 0.8 FP roderpropellrar och två 1.1 MW-bogpropellrar. I öppet vatten har hon en räckvidd på 15.000 sjömil och 65 dagars uthållighet vid normal marschhastighet. 
Hon kan bryta en meter tjock is i fem knops fart och hålla en hastighet av 12 knop i 0,4 meter tjock is.
Hon har en 3 x 4 meters moon pool, att användas också för autonoma undervattensfarkoster (AUV) och fjärrstyrda obemannade ubåtar (ROV).